# Chantal Akerman
Chantal Anne Akerman (Bruxelles, 6 giugno 1950 – Parigi, 5 ottobre 2015) è stata una regista, sceneggiatrice e artista belga.
È nota soprattutto per i film Je, tu, il, elle (1974), Jeanne Dielman, 23, quai du Commerce, 1080 Bruxelles (1975) e News from Home (1976). Nel 2022 Jeanne Dielman ha ottenuto il primo posto nella classifica di Sight and Sound, rivista che ogni dieci anni pubblica una lista dei migliori film di tutti i tempi basandosi sulle opinioni di autorevoli critici e registi.

## Biografia
Nacque in una famiglia di ebrei polacchi emigrati in Belgio; i nonni materni e sua madre furono deportati ad Auschwitz. A quindici anni, dopo aver visto Il bandito delle 11 (1965) di Jean-Luc Godard, decise di diventare regista. Nel 1967 si iscrisse all'INSAS, scuola dell'arte dello spettacolo della Comunità francofona del Belgio, e frequentò l'Università internazionale di Teatro a Parigi, che abbandonò presto per iniziare a lavorare saltuariamente come cameriera riuscendo poi a realizzare con i propri risparmi il suo primo cortometraggio, Saute ma ville (1968), grazie al quale ricevette ben presto attenzione dalla critica ed il supporto del regista belga André Delvaux.

### La scoperta del cinema sperimentale
Nel 1971, dopo la realizzazione di un secondo cortometraggio intitolato L'enfant aimé ou je joue à être une femme mariée, che la Akerman stessa giudicò malriuscito per una scarsa schiettezza e costruzione, partì con Sammy Szlingerbaum per New York, dove iniziò a frequentare assiduamente l'Anthology Film Archives, lavorò come assistente durante la lavorazione di vari lungometraggi e scoprì il New American Cinema, avvicinandosi agli autori più sperimentali come Michael Snow, Andy Warhol e Stan Brakhage.
Stimolata da questo nuovo modo di fare e pensare il cinema, durante la sua permanenza negli Stati Uniti realizza nel 1972 il cortometraggio La chambre ed il mediometraggio Hotel Monterey, nel 1973 un incompleto documentario sugli adolescenti che vivono nei centri sociali, Hanging Out Yonkers, mostrato incompiuto al pubblico nel 2007 in occasione di una retrospettiva integrale sull'autrice belga al Centro Georges Pompidou di Parigi con il titolo Hanging Out Yonkers Nineteen Seventy-Three.
Nello stesso anno tornò a vivere a Parigi, dove nel 1974 girò il suo primo lungometraggio, Je, tu, il, elle (distribuito poi nel 1976), dal quale trapela l'influenza dello sperimentalismo americano nell'appiattimento ed il distacco con cui vengono mostrate scene di sesso esplicito, scelta che elimina volutamente del tutto ogni connotazione pornografica.

### La consacrazione internazionale
(Chantal Akerman in un'intervista al Nouvel Observateur del settembre 1989)
Nel 1975 realizzò con il contributo del Ministero della Cultura della Comunità francese del Belgio il suo secondo lungometraggio, Jeanne Dielman, 23, quai du Commerce, 1080 Bruxelles (spesso abbreviato nel solo Jeanne Dielman), la minuziosa descrizione della disperata ripetitività della vita di una casalinga dedita occasionalmente alla prostituzione per mantenere se stessa ed il figlio adolescente.
Da molti considerato il suo vero capolavoro, il quotidiano francese Le Monde ed il quotidiano statunitense The New York Times nel 1976 lo classificarono come "il più grande capolavoro femminile della storia del cinema".
(Chantal Akerman)
Grazie a questo film la Akerman raggiunse la consacrazione ed il riconoscimento internazionale, tanto che Gus Van Sant e Todd Haynes hanno affermato che il loro lavoro è stato molto influenzato da Jeanne Dielman. Il film partecipò alla 28ª edizione del Festival di Cannes nella sezione parallela Quinzaine des Réalisateurs.
Nel 1976, dopo il suo riconoscimento internazionale, tornò a New York per la realizzazione di News from Home, poi ancora nel 1988 per Histoires d'Amérique e nel 1996 per la commedia romantica Un divano a New York, con William Hurt e Juliette Binoche.
Nell'estate del 1992 intraprese un viaggio durato diversi mesi dalla Germania dell'Est alla Russia per girare il film D'Est (1993), che ritrae scene di vita nell'Europa orientale in seguito alla caduta dell'Unione Sovietica.

### Dal 2000 in poi
Nel 2006 Chantal Akerman trasformò un documentario su Israele che le era stato commissionato in un progetto più personale, il più intimo dalle opere degli anni settanta, Là-bas. Girato a Tel Aviv e montato a Parigi, il film è una serie di inquadrature fisse della Akerman nel suo appartamento e di ciò che si vede dalle finestre, narrato dalla voce fuori campo della regista stessa che commenta l'esperienza lasciandosi andare a digressioni sull'isolamento, la solitudine, il tempo e l'ebraismo.
Nel 2008 è stata presidente della giuria della sezione “Orizzonti” della 65ª Mostra internazionale d'arte cinematografica di Venezia.
Nel 2009 ha sottoscritto, assieme a Catherine Deneuve, Christophe Honoré, Jean-Pierre Limosin, Zina Modiano, Victoria Abril, Gaël Morel, Louis Garrel, Yann Gonzalez, Clotilde Hesme, Chiara Mastroianni, Agathe Berman e Paulo Branco, una lettera aperta contro l'istituzione della legge HADOPI, che mirava a contrastare le violazioni di copyright su Internet. Tale lettera è stata pubblicata dal quotidiano Libération il 7 aprile 2009.
Soffriva di problemi maniaco-depressivi aggravatisi dopo la morte della madre che la condussero a togliersi la vita il 5 ottobre 2015.
Chantal Akerman è stata professoressa di cinema alla European Graduate School di Saas-Fee, Svizzera.

## Arte contemporanea
Dal 1995 Chantal Akerman ha partecipato a varie Esposizioni d'arte ed ha esposto in varie Gallerie le sue video installazioni:
- "Woman sitting after killer" alla Esposizione internazionale d'arte di Venezia del 2001
- "From the other side" alla mostra di arte contemporanea internazionale Documenta11 del 2002.
- "To Walk Next to One's Shoelaces in an Empty Fridge" (Marcher a cote des ses lacets dans un frigidaire vide) alla Marian Goodman Gallery nel 2005.

## Filmografia

### Attrice
- Saute ma ville, regia di Chantal Akerman (1968)
- L'enfant aimé ou je joue à être une femme mariée, regia di Chantal Akerman (1971)
- La chambre, regia di Chantal Akerman (1972)
- Le 15/8, regia di Chantal Akerman e Samy Szlingerbaum (1973)
- Je, tu, il, elle, regia di Chantal Akerman (1974)
- Jeanne Dielman, 23, quai du Commerce, 1080 Bruxelles, regia di Chantal Akerman (1975)
- The Camera: Je or La Camera: I, regia di Babette Mangolte (1977)
- News from Home, regia di Chantal Akerman (1977)
- 5 % de risques, regia di Jean Pourtalé (1980)
- Dis-moi, regia di Chantal Akerman (1980)
- L'homme à la valise, regia di Chantal Akerman (1983)
- Elle a passé tant d'heures sous les sunlights..., regia di Philippe Garrel (1985)
- The Lost Days, regia di Laura Waddington (1999)

### Regista
- Saute ma ville (1968) (cortometraggio)
- L'enfant aimé ou je joue à être une femme mariée (1971)
- La chambre (1972) (cortometraggio)
- Hôtel Monterey (1972)
- Hanging Out Yonkers (1973)
- Le 15/8 (1973)
- Je, tu, il, elle (1974)
- Jeanne Dielman, 23, quai du Commerce, 1080 Bruxelles (1975)
- News from Home (1977)
- Les rendez-vous d'Anna (1978)
- Toute une nuit (1982)
- Un jour Pina m'a demandé (1983)
- L'homme à la valise (1983)
- Gli anni 80 (1983)
- New York, New York bis (1984)
- Paris vu par... vingt ans après (1984) (episodio "J'ai faim, j'ai froid")
- Family Business (1984)
- La paresse (1986) (cortometraggio)
- Le marteau (1986)
- Mallet-Stevens (1986)
- Letters Home (1986)
- Seven Women, Seven Sins (1986) (episodio "Portrait d'une Paresseuse")
- Golden Eighties (1986)
- Les trois dernières sonates de Franz Schubert (1989)
- Trois strophes sur le nom de Sacher (1989)
- Histoires d'Amérique (1989)
- Contre l'oubli (1991) (episodio "Pour Febe Elisabeth Velasquez, El Salvador")
- Nuit et jour (1991)
- D'Est (1993) (documentario)
- Portrait d'une jeune fille de la fin des années 60 à Bruxelles (1994)
- Un divano a New York (1996)
- Sud (1999)
- La captive (2000)
- De l'autre côté (2002)
- Demain on déménage (2004)
- Là-bas (2006)
- O Estado do Mundo (2007) (episodio "Tombée de nuit sur Shanghai")
- Women from Antwerp in November (2008)
- La folie Almayer (2009)
- Now (2015) (Installazione)
- No Home Movie (2015)